# 통합진보당 해산심판 사건
통합진보당 해산심판 사건은 2013년 11월 5일 대한민국 정부가 헌법재판소에 통합진보당에 대한 정당해산심판을 청구하여 헌법재판소에서 의결된 사건을 말한다. 2013년 11월 5일 대한민국 국무회의는, 법무부가 긴급 안건으로 상정한 '위헌정당 해산심판 청구의 건'을 심의·의결했다. 정부가 위헌정당 해산제도에 따라 정당에 대한 해산심판을 청구하는 것은 헌정 사상 처음이다. 박근혜 대통령은 유럽 출장 중 전자 결재를 하였다. 사건번호는 2013헌다1이다. 통합진보당이 '위헌정당'으로 해산될 경우 소속 의원 전체의 자격상실 여부에 관해서는 어느 법률에도 명시적 규정이 없으므로, 헌재의 결정이 앞으로의 기준이 될 것으로 보는 견해가 다수이다.
2014년 11월 25일 최종변론을 하였으며 같은 해 12월 19일 선고되었다.
동년 12월 19일, 헌법재판소에서 인용 8명, 기각 1명으로 인용으로 결정되었다. 이 결정에 있어, 헌법재판소는 소속 국회의원 5명의 의원직도 상실 선고 하였다.

## 쟁점

### 내란음모혐의단체와의 동일성 여부
통합진보당의 경기도당원들로 구성되었다고 하는 단체가 내란음모 혐의를 받고 있는 사건과 관련하여 이 단체를 통합진보당과 동일하게 볼 수 있는지가 통합진보당의 활동이 위헌성을 띄는 지에 대한 관건이다.

### 비례대표 부정경선 사건 및 야권단일화 경선 여론 조작 사건 관련
헌법재판소는 통합진보당 비례대표 부정경선 사건, 중앙위원회 폭력 사건, 국회의원 관악을 선거구 여론 조작 사건 등, 내란 및 강령 이외 피청구인의 기타 활동과 관련해서도 판시하였다. 헌법재판소는 해당 사건들이 내용적 측면에서는 국가의 존립, 의회제도, 법치주의 및 선거제도 등을 부정하는 것이고, 수단이나 성격의 측면에서는 자신의 의사를 관철하기 위해 폭력ㆍ위계 등을 적극적으로 사용하여 민주주의 이념에 반하는 것이다라고 판시하였다.

### 정당해산심판에서 민사소송법준용조항 및 가처분조항 사건
통합진보당은 정당해산심판에서 민사소송법을 준용하는 조항 등이 헌법에 위배된다며 헌법소원을 제기했다. 이 헌법소원 사건의 사건번호는 2014헌마7이다. 헌법재판소는 2014년 2월 27일 정당해산심판에서 민사소송법을 준용하는 것이 합헌이라고 판결했다.

## 결과
2014년 12월 19일 헌법재판소에서 2013헌다1 통합진보당 해산 사건에 대해 9인의 재판관은 인용(찬성) 의견 8인, 기각(반대) 의견 1인으로 청구를 인용하는 결정을 내렸다. 인용 의견을 낸 재판관은 박한철, 이정미, 이진성, 김창종, 안창호, 강일원, 서기석, 조용호이며, 기각 의견을 낸 재판관은 김이수이다.
안창호와 조용호는 인용의견에 대한 보충의견을 냈다. 보충의견에서 안창호와 조용호는 정당 해산 결정에 대한 불가피성을 피력하였다.
2014년 12월 19일 통합진보당 해산 심판 사건에 대한 최종 의견과 각 의견을 낸 재판관들은 다음과 같다.
| 성명    | 직위                 | 추천                  | 최종 의견 |
| ------- | -------------------- | --------------------- | --------- |
| 박한철1 | 헌법재판소장         |                       | 인용      |
| 이정미  | 재판관, 본 사건 주심 | 이용훈 전 대법원장    | 인용      |
| 김이수  | 재판관               | 국회 야당(민주통합당) | 기각      |
| 이진성  | 재판관               | 양승태 대법원장       | 인용      |
| 김창종  | 재판관               | 양승태 대법원장       | 인용      |
| 안창호  | 재판관               | 국회 여당(새누리당)   | 인용      |
| 강일원  | 재판관               | 국회(여야 합의)       | 인용      |
| 서기석1 | 재판관               |                       | 인용      |
| 조용호1 | 재판관               |                       | 인용      |

1 추천인 없이 박근혜 대통령이 임명하였다.
한편, 이 사건과 관련한 2013헌사907 정당활동정지 가처분신청 사건은, 본안 사건에 관한 종국 결정을 선고하였으므로 가처분 사유가 없어, 관여 재판관 전원 일치된 의견으로 이를 기각하였다.

### 주문
1. 피청구인 통합진보당을 해산한다.
2. 피청구인 소속 국회의원 김미희, 김재연, 오병윤, 이상규, 이석기는 의원직을 상실한다.[7]

### 소속 국회의원직 상실
이 사건으로 소속 국회의원 5명이 그 직을 상실하였다. 직을 상실한 의원은 김미희(성남 중원), 오병윤(광주 서구을), 이상규(서울 관악을), 김재연(비례), 이석기(비례)이다. 중앙선거관리위원회는 이들 중 지역구 3석에 대하여는 2015년 4월 29일에 보궐선거를 실시하고, 비례대표 2석에 대해서는 보충하지 않는다고 했기 때문에 19대 국회의 임기가 종료될 때까지 국회의 의석 수는 2석이 줄어든 298석이 된다. 다만 선고 이후 별도 사건에서 유죄가 확정된 이석기를 제외한 4인의 경우 국회의원의 문제성 행동으로 인해 퇴출된 것은 아니기에 피선거권 제한은 없어서 2015년 4월 29일 보궐선거 출마는 가능하였으며 의원직을 상실한 지역구 의원 3명 중 김미희, 이상규가 재출마하였으나 당선되지는 못하였다.
2015년 11월 12일 서울행정법원 행정13부(반정우 부장판사)는 헌법재판소의 결정은 법원에서 심리할 수 없다며 소송을 각하했으나 전라북도의회 의원 지위확인소송에서 통합진보당 지방의원이 25일 승소한 다음날인 26일에 항소하였다. 한편 법원행정처 사법정책실은 공직선거법 제192조 4항에 대한 전주지방법원의 비례대표 지방의원직 판단에 대해서는 해석이 엇갈릴 수 있으나 정당 해산 결정에 따른 국회의원, 지방의원 직위 상실 여부에 관한 판단 권한은 법원에 있다는 판단은 옳으며, 헌재 결정에 따라 의원을 퇴직시킨것은 헌재의 월권이라는 보고서를 작성했다. 2016년 4월 27일 서울고등법원은 당사자들이 국회의원직을 상실했는지 판단하는 권한은 법원에 있지만 퇴직은 정당하다며 이들의 항소를 기각했다. 2021년 4월 29일 대법원이 이를 확정했다.

### 소속 비례대표 지방의원직 상실과 복직
선거관리위원회는 통합진보당의 비례대표 지방의원 6명(광주광역시의회 이미옥, 전라남도의회 오미화, 여수시의회 김재영, 순천시의회 김재임, 해남군의회 김미희, 전북도의회 이현숙)에 대해 당의 자진해산에 의하지 않고 당적을 이탈했다며 퇴직 결정을 내렸다. 2015년 1월 7일 이들은 법원에 퇴직처분취소와 지위확인소송을 냈다. 그러나 국회의원 선거에 참여하여 의석을 얻지 못하고 전체 유효 투표 총수의 2% 이상을 득표하지 못한 정당에 대해 그 등록을 취소하도록 한 규정이 존재할 당시 등록이 취소되어 비례대표 의원이 당적을 이탈한 경우 비례대표 의원들은 당적을 유지하여 논란이 되고 있다. 대한민국 제19대 국회의원 선거후 선거 당시 비례대표 국회의원의석을 보유하고 있던 창조한국당과 선거 당시 비례대표 지방의석을 보유하고있던 친박연합의 등록이 취소되었는데 창조한국당의 비례대표 국회의원이었던 이용경-선경식 의원과 친박연합의 지방의원들은 의석을 유지하였다. 심지어 선경식 의원은 정당 등록 취소 이후 사망했는데 국회의원인 상태에서 사망한 것이되어 국회장으로 장례가 치러졌다.
중앙선관위를 상대로 서울행정법원에 낸 처분 취소소송과 지방법원에 신청된 퇴직처분 효력정지 가처분에서는 '중앙선관위의 의결과 통보는 구체적인 사건에서 특정한 개별적인 법률 효과를 불러일으키는 행위가 아니다'라며 요청이 각하됐다. 선관위의 결정은 선관위의 법령 해석을 의미할 뿐 그 결정에 의해 퇴직이 이뤄지는 것이 아니라는 취지의 판결이었다. 9월 10일에 서울행정법원 결정이 나온 이후 전라남도의회 오미화 의원은 퇴직처분에 의해 의원직이 상실되지 않은 것이 명백하다며 의원으로 인정해달라고 요구했다. 전라남도의회는 선관위의 복직통보가 나오면 등원을 허용한다는 입장을 밝혔다. 한편 순천시의회에서는 이 결정에 따라 퇴직처분의 효력이 없는것으로 판단하고 김재임의원이 10월 30일에 등원하였으나 12월 5일에는 등원을 거부당했다.
결국 2015년 11월 25일 나온 지방의회 의원 지위 확인소송 1심 판결에서 통합진보당 소속 이현숙 도의원이 승소하였다. 전라북도의회는 이현숙 의원의 등원을 허용하였다. 광주전남지역 비례대표 지방의원 5명에 대한 지위확인소송 1심 판결은 2015년 12월 24일 나올 예정이다. 하지만 연기가 되어 이현숙 도의원 항소심 선고 이후로 미뤄졌다.
2016년 4월 25일 광주고등법원 전주제1행정부는 이현숙 도의원이 의원직의 지위에 있다는 판결을 내렸다. 2016년 5월 19일 광주전남지역 지방의원도 광주지법 제1행정부의 판결에서 승소하였다. 이들은 의원의 지위가 있다고 하급심 판단에 의해 인정된 상태에서 임기를 마쳤고, 2021년 4월 29일 대법원 승소하였다

### 통합진보당의 재심 신청
통합진보당 측은 오류 등을 이유로 2015헌아20 재심 신청을 냈지만 2016년 5월 26일 각하되었다.

## 같이 보기
- 대한민국 헌법재판소
- 대한민국 헌법 제8조
- 위헌정당 해산제도